# Sporting Clube de Bafatá
Lo Sporting Clube de Bafatá è una società calcistica guineense con sede nella città di Bafatá

## Storia
Fondata nel 1937, prende nome e colori dallo Sporting Lisbona. Nel 2009 avrebbe dovuto partecipare ai preliminari della Coppa dei Campioni d'Africa ma per problemi di natura finanziaria fu costretto a dare forfait.

## Palmarès

### Competizioni nazionali
- Campionato della Guinea-Bissau: 2

1997, 2008

### Altri piazzamenti
- Campionato della Guinea-Bissau:

Secondo posto: 2018-2019